# Melanie Pukaß
Melanie Pukaß (* 26. Februar 1966 in West-Berlin) ist eine deutsche Schauspielerin und Synchronsprecherin, die unter anderem als deutsche Stimme der Figur Lorelai Gilmore aus der US-Serie Gilmore Girls bekannt ist.

## Leben
Pukaß ist die Tochter des Schauspielerehepaars Joachim Pukaß und der im Juli 2013 verstorbenen Gisela Fritsch, die ebenfalls als Synchronsprecher arbeiteten.
Sie war als Synchronsprecherin in der Fernsehserie Heroes zu hören. Außerdem synchronisierte sie unter anderem Sarah Jessica Parker in Extrem… mit allen Mitteln, Halle Berry in Monster’s Ball, Helena Bonham Carter in Big Fish und Planet der Affen, sowie Mary-Louise Parker in der Fernsehserie Weeds.
Zusätzlich ist Melanie Pukaß als Sprecherin an der Produktion diverser Hörspiele, darunter die Familie Feuerstein oder Benjamin Blümchen, beteiligt.

## Synchronrollen (Auswahl)
Halle Berry
- 1994: Flintstones – Die Familie Feuerstein als Kisela Stein
- 1998: Bulworth als Nina
- 2001: Passwort: Swordfish als Ginger Knowles
- 2001: Monster’s Ball als Leticia Musgrove
- 2002: Stirb an einem anderen Tag als Jinx
- 2003: Gothika als Dr. Miranda Grey
- 2003: X-Men 2 als Storm/Ororo Munroe
- 2004: Catwoman als Patience Phillips/Catwoman
- 2005: Die Liebe stirbt nie als Janie Starks
- 2006: X-Men: Der letzte Widerstand als Storm/Ororo Munroe
- 2007: Verführung einer Fremden als Rowena
- 2007: Eine neue Chance als Audrey Burke
- 2011: Happy New Year als Krankenschwester Aimee
- 2012: Cloud Atlas als Eingeborenenfrau, Jocasta Ayrs, Luisa Rey, Partygast, Ovid und Meronym
- 2012: Dark Tide als Kate Mathieson
- 2013: The Call – Leg nicht auf! als Jordan Turner
- 2013: Movie 43 als Emily
- 2014: Frankie & Alice als Frankie
- 2015–2016: Extant (Fernsehserie) als Molly Woods
- 2017: Kidnap – Entführt in Louisiana als Karla Dyson
- 2019: John Wick: Kapitel 3 als Sofia
- 2020: Bruised als Jackie Justice

Helena Bonham Carter
- 1986: Zimmer mit Aussicht als Lucy Honeychurch
- 1992: Wiedersehen in Howards End als Helen Schlegel
- 1994: Mary Shelleys Frankenstein als Elisabeth
- 1997: Liebe, Kunst und Zimmerpflanzen als Rosemary
- 2001: Planet der Affen als Ari
- 2001: Novocaine – Zahn um Zahn als Susan Ivey
- 2003: Big Fish als Hexe/Jenny
- 2005: Corpse Bride – Hochzeit mit einer Leiche als Braut
- 2005: Wallace & Gromit: Auf der Jagd nach dem Riesenkaninchen als Gräfin Tottington
- 2005: Charlie und die Schokoladenfabrik als Mrs. Bucket
- 2008: Sweeney Todd – Der teuflische Barbier aus der Fleet Street als Mrs. Lovett
- 2009: Terminator: Die Erlösung als Dr. Serena Kogan
- 2009: Enid als Enid Blyton
- 2010: The King’s Speech als Königin Elisabeth
- 2012: Dark Shadows als Dr.Julia Hoffman
- 2012: Les Misérables als Madame Thénardier
- 2015: Cinderella als Gute Fee
- 2015: Suffragette – Taten statt Worte als Edith Ellyn
- 2017: Eleanor & Colette als Eleanor Riese
- 2018: Ocean’s 8 als Rose Weil
- 2020: Enola Holmes als Mrs. Holmes

Lauren Graham
- 2004: Lust auf Seitensprünge als Claire
- 2004–2008: Gilmore Girls (Fernsehserie) als Lorelai Gilmore
- 2007: Evan Allmächtig als Joan Baxter
- 2007: Von Frau zu Frau als Maggie
- 2008: Flash of Genius als Phyllis Kearns
- 2009: Wolkig mit Aussicht auf Fleischbällchen als Fran Lockwood
- 2012–2015: Parenthood (Fernsehserie) als Sarah Braverman
- 2016: Gilmore Girls: Ein neues Jahr (Miniserie) als Lorelai Gilmore

Nia Long
- 2000: Big Mamas Haus als Sherry Pierce
- 2004: Alfie als Lonette
- 2005: Sind wir schon da? als Suzanne Kingston
- 2006: Big Mama’s Haus 2 als Sherry Pierce
- 2007: Die Vorahnung als Annie
- 2007: Sind wir endlich fertig? als Suzanne Persons

Sarah Jessica Parker
- 1993: Tödliche Nähe als Jo Christman
- 1996: Extrem… mit allen Mitteln als Jodie Trammel
- 1996: Wenn Lucy springt als Lucy Ackerman
- 1996: Mars Attacks! als Nathalie Lake

Connie Britton
- 2011–2012: American Horror Story (Fernsehserie) als Vivien Harmon
- 2013–2018: Nashville (Fernsehserie) als Rayna James
- 2016: American Crime Story (Fernsehserie) als Faye Resnick

Mary Stuart Masterson
- 1987: Ist sie nicht wunderbar? als Watts
- 1996: Mississippi Delta – Im Sumpf der Rache als Robin Gaddis

Brooke Shields
- 2009: Lipstick Jungle (Fernsehserie) als Wendy Healy
- 2010: Werwolf wider Willen als Madame Varcolac

Kelli Giddish
- 2012: Chase (Fernsehserie) als Annie Frost
- seit 2013: Law & Order: Special Victims Unit (Fernsehserie) als Amanda Rollins

Stefania Spampinato
- seit 2018: Grey’s Anatomy (Fernsehserie) als  Dr. Carina DeLuca
- 2020–2024: Seattle Firefighters – Die jungen Helden (Station 19), (Fernsehserie) als Dr. Carina DeLuca

Julia Piaton
- 2019: Monsieur Claude 2 als Odile Benichou Verneuil
- 2019–2021: Joint Venture (Fernsehserie) als Aure Hazan

### Filme
- 1985: Der Frühstücksclub für Ally Sheedy als Allison Reynolds
- 1986: Pretty in Pink für Molly Ringwald als Andie Walsh
- 1988: Die grellen Lichter der Großstadt für Phoebe Cates als Amanda
- 1987: Karate Tiger 2 für Cynthia Rothrock als Terry
- 1991: Doc Hollywood für Julie Warner als Lou
- 1996: Beautiful Girls für Mira Sorvino als Sharon Cassidy
- 2003: Gesetzlos – Die Geschichte des Ned Kelly für Saskia Burmeister als Jane Jones
- 2004: In 80 Tagen um die Welt für Natalie Denise Sperl als Atemberaubende Schönheit
- 2005: Æon Flux für Caroline Chikezie als Freya
- 2005: Serenity – Flucht in neue Welten für Tamara Taylor als Lehrerin
- 2005: Das Schwiegermonster für Monet Mazur als Fiona
- 2006: Poseidon für Jacinda Barrett als Maggie James
- 2006: Dhoom – Back in Action für Bipasha Basu als A.C.P. Sonali Bose/Monali Bose
- 2007: Ocean’s 13 für Olga Sosnovska als Debbie
- 2009: Illuminati für Ayelet Zurer als Vittoria Vetra
- 2010: Briefe an Julia für Luisa Ranieri als Isabella
- 2019: Once Upon a Time in Hollywood für Lorenza Izzo als Francesca Capucci
- 2021: Rote Robin für Gillian Anderson als Katze
- 2022: Das Seeungeheuer für Marianne Jean-Baptiste als Sarah Sharpe
- 2025: Morgen kommt ein neuer Himmel für Connie Britton als Elizabeth

### Serien
- 1987: Das Imperium – Die Colbys für Claire Yarlett als Bliss Colby
- 2002–2003: Ally McBeal für Julianne Nicholson als Jenny Shaw
- 2004–2012: CSI: Miami für Emily Procter als Det. Calleigh Duquesne
- 2005: Boston Public für Jessalyn Gilsig als Lauren Davis
- 2006: Into the West – In den Westen für Jessica Capshaw als Rachel Wheeler
- 2006: Desperate Housewives für Joely Fisher als Nina Fletcher
- 2007: Justice – Nicht schuldig für Erin Daniels als Betsy Harrington
- 2007–2008: Grey’s Anatomy für Elizabeth Reaser als Rebecca Pope
- 2007–2010: Heroes für Ali Larter als Nicole „Niki“ Sanders/Jessica Sanders/Tracy Strauss
- 2007–2010: Die Schule der kleinen Vampire als Lady Kryptina
- 2007–2014: Weeds – Kleine Deals unter Nachbarn für Mary-Louise Parker als Nancy Botwin
- 2009: Prison Break für Stacy Haiduk als Lisa Tabak
- 2010–2015: Smallville für Cassidy Freeman als Tess Mercer

## Hörbücher
- 2008: Sag’s nicht weiter, Liebling, Roman von Sophie Kinsella, LifeTime Audio, ISBN 978-3-939121-06-0
- 2009: Yasmine Galenorn: Die Katze (Schwestern des Mondes 2, Audible exklusiv)